# Rumänien i olympiska sommarspelen 2008
Rumänien i olympiska sommarspelen 2008 bestod av 102 idrottare som blivit uttagna av Rumäniens olympiska kommitté.

## Bordtennis
- Huvudartikel: Bordtennis vid olympiska sommarspelen 2008
- Singel, herrar

| Idrottare     | Gren   | Grundomgång          | Omgång 1             | Omgång 2             | Omgång 3                       | Omgång 4             | Kvartsfinal          | Semifinal            | Final                |
| Idrottare     | Gren   | Motståndare Resultat | Motståndare Resultat | Motståndare Resultat | Motståndare Resultat           | Motståndare Resultat | Motståndare Resultat | Motståndare Resultat | Motståndare Resultat |
| ------------- | ------ | -------------------- | -------------------- | -------------------- | ------------------------------ | -------------------- | -------------------- | -------------------- | -------------------- |
| Adrian Criṣan | Singel | Bye                  | Bye                  | Ju Lin (DOM) W 4-1   | Dimitrij Ovtcharov (GER) L 3-4 | Gick inte vidare     | Gick inte vidare     | Gick inte vidare     | Gick inte vidare     |

- Singel, damer

| Idrottare        | Gren   | Grundomgång          | Omgång 1             | Omgång 2                       | Omgång 3             | Omgång 4             | Kvartsfinal          | Semifinal            | Final                |
| Idrottare        | Gren   | Motståndare Resultat | Motståndare Resultat | Motståndare Resultat           | Motståndare Resultat | Motståndare Resultat | Motståndare Resultat | Motståndare Resultat | Motståndare Resultat |
| ---------------- | ------ | -------------------- | -------------------- | ------------------------------ | -------------------- | -------------------- | -------------------- | -------------------- | -------------------- |
| Daniela Dodean   | Singel | Bye                  | Bye                  | Jong Kim (PRK) L 1-4           | Gick inte vidare     | Gick inte vidare     | Gick inte vidare     | Gick inte vidare     | Gick inte vidare     |
| Elizabeta Samara | Singel | Bye                  | Fen Yang (CGO) W 4-1 | Viktoria Pavlovich (BLR) L 1-4 | Gick inte vidare     | Gick inte vidare     | Gick inte vidare     | Gick inte vidare     | Gick inte vidare     |

- Lag, damer

| Lag      | Poäng | Matcher | Vinster | Förluster | GW | GL |
| -------- | ----- | ------- | ------- | --------- | -- | -- |
| Hongkong | 6     | 3       | 3       | 0         | 9  | 0  |
| Rumänien | 5     | 3       | 2       | 1         | 6  | 5  |
| Polen    | 4     | 3       | 1       | 2         | 5  | 7  |
| Tyskland | 3     | 3       | 0       | 3         | 1  | 9  |

13 augusti
| Tyskland | 0–3 | Rumänien |

14 augusti
| Hongkong | 3–0 | Rumänien |
| Polen    | 2–3 | Rumänien |

|  | Bronsmatcher, omgång 1 | Bronsmatcher, omgång 1 | Bronsmatcher, omgång 1 | Bronsmatcher, omgång 1 | Bronsmatcher, omgång 1 | Bronsmatcher, omgång 1 | Bronsmatcher, omgång 1 |  |  | Bronsmatcher, omgång 2 | Bronsmatcher, omgång 2 | Bronsmatcher, omgång 2 | Bronsmatcher, omgång 2 | Bronsmatcher, omgång 2 | Bronsmatcher, omgång 2 | Bronsmatcher, omgång 2 |  |  | Bronsmatch | Bronsmatch | Bronsmatch | Bronsmatch | Bronsmatch | Bronsmatch | Bronsmatch |
|  |                        |                        |                        |                        |                        |                        |                        |  |  |                        |                        |                        |                        |                        |                        |                        |  |  |            |            |            |            |            |            |            |
|  |                        |                        |                        |                        |                        |                        |                        |  |  | 4                      | Sydkorea               | 3                      | 3                      | 3                      |                        |                        |  |  |            |            |            |            |            |            |            |
|  | 7                      | USA                    | 1                      | 3                      | 3                      | 3                      |                        |  |  | 7                      | USA                    | 1                      | 2                      | 2                      |                        |                        |  |  |            |            |            |            |            |            |            |
|  | 12                     | Rumänien               | 3                      | 0                      | 1                      | 0                      |                        |  |  |                        |                        |                        |                        |                        |                        |                        |  |  | 4          | Sydkorea   | 3          | 3          | 3          |            |            |
|  |                        |                        |                        |                        |                        |                        |                        |  |  |                        |                        |                        |                        |                        |                        |                        |  |  | 5          | Japan      | 1          | 1          | 0          |            |            |
|  |                        |                        |                        |                        |                        |                        |                        |  |  | 3                      | Hongkong               | 3                      | 2                      | 2                      | 3                      | 0                      |  |  |            |            |            |            |            |            |            |
|  | 9                      | Österrike              | 1                      | 1                      | 1                      |                        |                        |  |  | 5                      | Japan                  | 0                      | 3                      | 3                      | 1                      | 3                      |  |  |            |            |            |            |            |            |            |
|  | 5                      | Japan                  | 3                      | 3                      | 3                      |                        |                        |  |  |                        |                        |                        |                        |                        |                        |                        |  |  |            |            |            |            |            |            |            |

## Boxning
- Huvudartikel: Boxning vid olympiska sommarspelen 2008

| Georgian Popescu | Lättvikt        | Ali (USA) W 20-5   | Vargas (MEX) W 14-4    | Ugás (CUB) L 7-11 | Gick inte vidare | Gick inte vidare | Gick inte vidare | Gick inte vidare | Gick inte vidare |
| Ionuţ Gheorghe   | Lätt weltervikt | Ortiz (PUR) W 21-4 | Sepahvandi (IRI) L 4-8 | Gick inte vidare  | Gick inte vidare | Gick inte vidare | Gick inte vidare | Gick inte vidare |                  |

## Brottning
- Huvudartikel: Brottning vid olympiska sommarspelen 2008

| Tävlande          | Gren                        | Kvalifikation                 | 1/8 Final                        | Kvartsfinal          | Semifinal            | Återkval 1             | Återkval 2                      | Final                          | Placering        |
| Tävlande          | Gren                        | Motståndare Resultat          | Motståndare Resultat             | Motståndare Resultat | Motståndare Resultat | Motståndare Resultat   | Motståndare Resultat            | Motståndare Resultat           | Placering        |
| ----------------- | --------------------------- | ----------------------------- | -------------------------------- | -------------------- | -------------------- | ---------------------- | ------------------------------- | ------------------------------ | ---------------- |
| Petru Toarcă      | Fristil, bantamvikt         | Bye                           | Besarion Gochashvili (GEO) L 0:3 | Gick inte vidare     | Gick inte vidare     | Gick inte vidare       | Gick inte vidare                | Gick inte vidare               | Gick inte vidare |
| Gheorghiţă Ştefan | Fristil, weltervikt         | Bye                           | Soslan Tigiyev (UZB) L 0:3       | Gick inte vidare     | Gick inte vidare     | Bye                    | Emzarios Bentinidis (GRE) W 3:1 | Murad Gajdarov (BLR) L 1:3     | 3                |
| Rareş Chintoan    | Fristil, supertungvikt      | Bye                           | Disney Rodriguez (CUB) L 0:3     | Gick inte vidare     | Gick inte vidare     | Gick inte vidare       | Gick inte vidare                | Gick inte vidare               | Gick inte vidare |
| Virgil Munteanu   | Grekisk-romersk, bantamvikt |                               | Spenser Mango (USA) L 1:3        | Gick inte vidare     | Gick inte vidare     | Gick inte vidare       | Gick inte vidare                | Gick inte vidare               | Gick inte vidare |
| Eusebiu Diaconu   | Grekisk-romersk, fjädervikt | Ashraf Elgharably (EGY) W 3:1 | Vitali Rähimov (AZE) L 1:3       | Gick inte vidare     | Gick inte vidare     | Sheng Jiang (CHN) L1:3 | Gick inte vidare                | Gick inte vidare               | Gick inte vidare |
| Ion Panait        | Grekisk-romersk, lättvikt   |                               | Li Yanyan (CHN) L 1:3            | Gick inte vidare     | Gick inte vidare     | Gick inte vidare       | Gick inte vidare                | Gick inte vidare               | Gick inte vidare |
| Estera Dobre      | Fristil, flugvikt           |                               | Ingrid Medrano (ESA) L 1-3       | Gick inte vidare     | Gick inte vidare     | Gick inte vidare       | Gick inte vidare                | Gick inte vidare               | Gick inte vidare |
| Ana Maria Pavăl   | Fristil, lättvikt           |                               | Li Xu (CHN) L 0-3                | Gick inte vidare     | Gick inte vidare     |                        | Olga Smirnova (KAZ) W 3-1       | Jackeline Renteria (COL) L 0-5 | Gick inte vidare |

## Bågskytte
- Huvudartikel: Bågskytte vid olympiska sommarspelen 2008
- Herrar

| Namn             | Gren         | Rankingrunda | Rankingrunda | 32-delsfinal                 | 16-delsfinal                        | 8-delsfinal      | Kvartsfinal      | Semifinal        | Final            | Final            |
| Namn             | Gren         | Poäng        | Seed         | Resultat                     | Resultat                            | Resultat         | Resultat         | Resultat         | Resultat         | Plats            |
| ---------------- | ------------ | ------------ | ------------ | ---------------------------- | ----------------------------------- | ---------------- | ---------------- | ---------------- | ---------------- | ---------------- |
| Alexandru Bodnar | Individuellt | 614          | 60           | Wan Kalmizam (MAS) W 106-105 | Juan Carlos Stevens (CUB) L 101-108 | Gick inte vidare | Gick inte vidare | Gick inte vidare | Gick inte vidare | Gick inte vidare |

## Friidrott
- Huvudartikel: Friidrott vid olympiska sommarspelen 2008

Förkortningar
- Noteringar – Placeringarna avser endast löparens eget heat
- Q = Kvalificerad till nästa omgång
- q = Kvalificerade sig till nästa omgång som den snabbaste idrottaren eller, i fältgrenarna, via placering utan att uppnå kvalgränsen.
- NR = Nationellt rekord
- N/A = Omgången ingick inte i grenen
- Bye = Idrottaren behövde inte delta i denna omgång

Fältgrenar
| Idrottare    | Gren    | Kval    | Kval      | Final   | Final     |
| Idrottare    | Gren    | Distans | Placering | Distans | Placering |
| ------------ | ------- | ------- | --------- | ------- | --------- |
| Marian Oprea | Tresteg | 17.17   | 8 Q       | 17.22   | 5         |

Damer
Bana & landsväg
| Idrottare                | Gren           | Heat     | Heat      | Kvartsfinal | Kvartsfinal | Semifinal        | Semifinal        | Final            | Final            |
| Idrottare                | Gren           | Resultat | Placering | Resultat    | Placering   | Resultat         | Placering        | Resultat         | Placering        |
| ------------------------ | -------------- | -------- | --------- | ----------- | ----------- | ---------------- | ---------------- | ---------------- | ---------------- |
| Ancuța Bobocel           | 3 000 m hinder | 9:35.31  | 6         | i.u.        | i.u.        | i.u.             | i.u.             | Gick inte vidare | Gick inte vidare |
| Cristina Casandra        | 3 000 m hinder | 9:22.48  | 4 Q       | i.u.        | i.u.        | i.u.             | i.u.             | 9:16.85          | 5                |
| Constantina Diṭă-Tomescu | Maraton        | i.u.     | i.u.      | i.u.        | i.u.        | i.u.             | i.u.             | 2:26:44          | 1                |
| Ana Maria Groza          | 20 km gång     | i.u.     | i.u.      | i.u.        | i.u.        | i.u.             | i.u.             | 1:32:16          | 24               |
| Angela Moroșanu          | 400 m häck     | 56.07    | 4 Q       | i.u.        | i.u.        | 57.67            | 8                | Gick inte vidare | Gick inte vidare |
| Mihaela Neacșu           | 800 m          | 2:03.03  | 7         | i.u.        | i.u.        | Gick inte vidare | Gick inte vidare | Gick inte vidare | Gick inte vidare |
| Lidia Simon              | Maraton        | i.u.     | i.u.      | i.u.        | i.u.        | i.u.             | i.u.             | 2:27:51          | 8                |
| Luminița Talpoș          | Maraton        | i.u.     | i.u.      | i.u.        | i.u.        | i.u.             | i.u.             | 2:31:41          | 18               |
| Ionela Târlea            | 200 m          | 23.24    | 4 Q       | 23.22       | 5           | Gick inte vidare | Gick inte vidare | Gick inte vidare | Gick inte vidare |

Fältgrenar
| Idrottare              | Gren           | Kval  | Kval      | Final            | Final            |
| Idrottare              | Gren           | Längd | Placering | Längd            | Placering        |
| ---------------------- | -------------- | ----- | --------- | ---------------- | ---------------- |
| Adelina Gavrila        | Tresteg        | 13.98 | 19        | Gick inte vidare | Gick inte vidare |
| Nicoleta Grasu         | Diskuskastning | 62.51 | 2 Q       | 58.63            | 12               |
| Anca Heltne            | Kulstötning    | 17.48 | 21        | Gick inte vidare | Gick inte vidare |
| Bianca Perie           | Släggkastning  | 68.21 | 18        | Gick inte vidare | Gick inte vidare |
| Monica Stoian          | Spjutkastning  | 54.56 | 40        | Gick inte vidare | Gick inte vidare |
| Viorica Tigau          | Längdhopp      | 6.44  | 23        | Gick inte vidare | Gick inte vidare |
| Felicia Țilea-Moldovan | Spjutkastning  | 60.81 | 10 Q      | 53.04            | 12               |

## Fäktning
- Huvudartikel: Fäktning vid olympiska sommarspelen 2008

Herrar
| Idrottare        | Gren                  | Omgång 1          | Sextondelsfinal       | Åttondelsfinal        | Kvartsfinal             | Semifinal           | Final / BM           | Final / BM       |
| Idrottare        | Gren                  | Motståndare Poäng | Motståndare Poäng     | Motståndare Poäng     | Motståndare Poäng       | Motståndare Poäng   | Motståndare Poäng    | Placering        |
| ---------------- | --------------------- | ----------------- | --------------------- | --------------------- | ----------------------- | ------------------- | -------------------- | ---------------- |
| Virgil Saliscan  | Florett, individuellt | i.u.              | Kruse (GBR) L 6–15    | Gick inte vidare      | Gick inte vidare        | Gick inte vidare    | Gick inte vidare     | Gick inte vidare |
| Mihai Covaliu    | Sabel, individuellt   | BYE               | Prjiemka (BLR) W 15–7 | Zhou Hm (CHN) W 15–12 | Buikevitj (BLR) W 15–13 | Lopez (FRA) L 13–15 | Pillet (FRA) W 15–11 | 3                |
| Rareș Dumitrescu | Sabel, individuellt   | BYE               | Keita (SEN) W 15–9    | Pillet (FRA) L 13–15  | Gick inte vidare        | Gick inte vidare    | Gick inte vidare     | Gick inte vidare |

Damer
| Idrottare        | Gren                  | Omgång 1          | Sextondelsfinal      | Åttondelsfinal       | Kvartsfinal           | Semifinal                   | Final / BM              | Final / BM       |
| Idrottare        | Gren                  | Motståndare Poäng | Motståndare Poäng    | Motståndare Poäng    | Motståndare Poäng     | Motståndare Poäng           | Motståndare Poäng       | Placering        |
| ---------------- | --------------------- | ----------------- | -------------------- | -------------------- | --------------------- | --------------------------- | ----------------------- | ---------------- |
| Ana Maria Brânză | Värja, individuellt   | i.u.              | BYE                  | Harada (JPN) W 15–11 | Sjutova (RUS) W 15–13 | Mincza-Nébald (HUN) W 15–14 | Heidemann (GER) L 11–15 | 2                |
| Cristina Stahl   | Florett, individuellt | BYE               | Wächter (GER) L 6–15 | Gick inte vidare     | Gick inte vidare      | Gick inte vidare            | Gick inte vidare        | Gick inte vidare |

## Gymnastik
- Huvudartikel: Gymnastik vid olympiska sommarspelen 2008

### Artistisk gymnastik
Herrar
Lag
| Gymnast           | Gren | Kval     | Kval    | Kval     | Kval     | Kval    | Kval    | Kval    | Kval      | Final   | Final   | Final   | Final   | Final   | Final   | Final   | Final     |
| Gymnast           | Gren | Redskap  | Redskap | Redskap  | Redskap  | Redskap | Redskap | Totalt  | Placering | Redskap | Redskap | Redskap | Redskap | Redskap | Redskap | Totalt  | Placering |
| Gymnast           | Gren | F        | PH      | R        | V        | PB      | HB      | Totalt  | Placering | F       | PH      | R       | V       | PB      | HB      | Totalt  | Placering |
| ----------------- | ---- | -------- | ------- | -------- | -------- | ------- | ------- | ------- | --------- | ------- | ------- | ------- | ------- | ------- | ------- | ------- | --------- |
| Adrian Bucur      | Lag  | 14.725   | 12.525  | 14.950   | 15.700   | 14.825  | 13.750  | 86.475  | 36        | i.u.    | i.u.    | 15.125  | i.u.    | i.u.    | i.u.    | i.u.    | i.u.      |
| Marian Drăgulescu | Lag  | 15.925 Q | i.u.    | i.u.     | 16.625 Q | i.u.    | 14.800  | i.u.    | i.u.      | 15.650  | i.u.    | i.u.    | 16.550  | i.u.    | 14.425  | i.u.    | i.u.      |
| Flavius Koczi     | Lag  | 15.125   | 14.400  | 13.950   | 16.600 Q | 15.075  | 15.025  | 90.175  | 16 Q      | 15.075  | 15.175  | i.u.    | 16.525  | 15.050  | 14.325  | i.u.    | i.u.      |
| Daniel Popescu    | Lag  | 14.575   | 14.500  | 13.975   | 16.400   | 14.525  | 13.325  | 87.300  | 32        | i.u.    | 13.700  | i.u.    | 16.225  | i.u.    | i.u.    | i.u.    | i.u.      |
| Răzvan Selariu    | Lag  | 15.400   | 14.075  | 15.175   | 12.900   | 14.950  | 13.475  | 85.975  | 38        | 15.525  | 14.650  | 15.325  | i.u.    | 14.850  | 14.750  | i.u.    | i.u.      |
| Robert Stănescu   | Lag  | i.u.     | 12.925  | 15.750 Q | i.u.     | 15.200  | i.u.    | i.u.    | i.u.      | i.u.    | i.u.    | 15.925  | i.u.    | 15.325  | i.u.    | i.u.    | i.u.      |
| Totalt            | Lag  | 61.175   | 55.900  | 59.850   | 65.325   | 60.050  | 57.050  | 359.350 | 8 Q       | 49.300  | 46.250  | 43.525  | 46.375  | 45.225  | 45.225  | 274.175 | 7         |

Individuella finaler
| Gymnast           | Gren       | Redskap | Redskap | Redskap | Redskap | Redskap | Redskap | Totalt | Placering |
| Gymnast           | Gren       | F       | PH      | R       | V       | PB      | HB      | Totalt | Placering |
| ----------------- | ---------- | ------- | ------- | ------- | ------- | ------- | ------- | ------ | --------- |
| Marian Drăgulescu | Fristående | 14.850  | i.u.    | i.u.    | i.u.    | i.u.    | i.u.    | 14.850 | 7         |
| Marian Drăgulescu | Hopp       | i.u.    | i.u.    | i.u.    | 16.225  | i.u.    | i.u.    | 16.225 | 4         |
| Flavius Koczi     | Mångkamp   | 16.450  | 14.900  | 15.425  | 14.550  | 13.525  | 14.725  | 89.575 | 18        |
| Flavius Koczi     | Hopp       | i.u.    | i.u.    | i.u.    | 15.925  | i.u.    | i.u.    | 15.925 | 7         |
| Robert Stănescu   | Ringar     | i.u.    | i.u.    | 15.825  | i.u.    | i.u.    | i.u.    | 15.825 | 7         |

Damer
Lag
| Gymnast           | Gren        | Kval     | Kval    | Kval     | Kval     | Kval    | Kval      | Final            | Final            | Final            | Final            | Final            | Final            |
| Gymnast           | Gren        | Redskap  | Redskap | Redskap  | Redskap  | Totalt  | Placering | Redskap          | Redskap          | Redskap          | Redskap          | Totalt           | Placering        |
| Gymnast           | Gren        | F        | V       | UB       | BB       | Totalt  | Placering | F                | V                | UB               | BB               | Totalt           | Placering        |
| ----------------- | ----------- | -------- | ------- | -------- | -------- | ------- | --------- | ---------------- | ---------------- | ---------------- | ---------------- | ---------------- | ---------------- |
| Andreea Acatrinei | Lagmångkamp | 14.775   | 14.350  | i.u.     | 14.175   | i.u.    | i.u.      | Gick inte vidare | Gick inte vidare | Gick inte vidare | Gick inte vidare | Gick inte vidare | Gick inte vidare |
| Gabriela Drăgoi   | Lagmångkamp | 14.250   | i.u.    | 14.225   | 15.450 Q | i.u.    | i.u.      | i.u.             | i.u.             | 14.425           | i.u.             | i.u.             | i.u.             |
| Andreea Grigore   | Lagmångkamp | i.u.     | 14.700  | 13.975   | i.u.     | i.u.    | i.u.      | Did not compete  | Did not compete  | Did not compete  | Did not compete  | Did not compete  | Did not compete  |
| Sandra Izbașa     | Lagmångkamp | 15.475 Q | 15.100  | 13.575   | 15.225   | 59.375  | 13 Q      | 15.550           | 15.100           | i.u.             | 15.600           | i.u.             | i.u.             |
| Steliana Nistor   | Lagmångkamp | 14.550   | 14.900  | 15.975 Q | 15.075   | 60.500  | 8 Q       | 14.575           | 15.050           | 16.150           | 15.150           | i.u.             | i.u.             |
| Anamaria Tămârjan | Lagmångkamp | 14.500   | 15.025  | 14.275   | 15.200   | 59.000  | 16*       | 14.950           | 15.125           | 14.425           | 15.425           | i.u.             | i.u.             |
| Totalt            | Lagmångkamp | 59.300   | 59.725  | 58.450   | 60.950   | 238.425 | 4 Q       | 45.075           | 45.275           | 45.000           | 46.175           | 181.525          | 3                |

Individuella finaler
| Gymnast         | Gren       | Redskap | Redskap | Redskap | Redskap | Totalt | Placering |
| Gymnast         | Gren       | F       | V       | UB      | BB      | Totalt | Placering |
| --------------- | ---------- | ------- | ------- | ------- | ------- | ------ | --------- |
| Gabriela Drăgoi | Bom        | i.u.    | i.u.    | i.u.    | 15.625  | 15.625 | 5         |
| Sandra Izbașa   | Mångkamp   | 15.500  | 15.075  | 14.300  | 14.300  | 60.750 | 8         |
| Sandra Izbașa   | Fristående | 15.650  | i.u.    | i.u.    | i.u.    | 15.650 | 1         |
| Steliana Nistor | Mångkamp   | 14.500  | 15.025  | 15.975  | 15.550  | 61.050 | 5         |
| Steliana Nistor | Barr       | i.u.    | i.u.    | 15.575  | i.u.    | 15.575 | 7         |

## Handboll
- Huvudartikel: Handboll vid olympiska sommarspelen 2008

Gruppspel
| Nr | Land      | SM | V | O | F | GM  | IM  | MS  | Poäng |
| -- | --------- | -- | - | - | - | --- | --- | --- | ----- |
| 1  | Norge     | 5  | 5 | 0 | 0 | 154 | 106 | +48 | 10    |
| 2  | Rumänien  | 5  | 4 | 0 | 1 | 150 | 114 | +38 | 8     |
| 3  | Kina      | 5  | 2 | 0 | 3 | 122 | 135 | -13 | 4     |
| 4  | Frankrike | 5  | 2 | 0 | 3 | 121 | 128 | -7  | 4     |
| 5  | Kazakstan | 5  | 1 | 1 | 3 | 109 | 137 | -28 | 3     |
| 6  | Angola    | 5  | 0 | 1 | 4 | 109 | 147 | -38 | 1     |

Slutspel
|  | Kvartsfinal | Kvartsfinal | Kvartsfinal |       |               | Semifinal | Semifinal | Semifinal |            |            | Final      | Final      | Final |
|  |             |             |             |       |               |           |           |           |            |            |            |            |       |
|  | A2          | Rumänien    | 30          |       |               |           |           |           |            |            |            |            |       |
|  | B3          | Ungern      | 34          |       |               |           |           |           |            |            |            |            |       |
|  | B3          | Ungern      | 34          |       | B3            | Ungern    | 20        |           |            |            |            |            |       |
|  |             |             |             |       | B3            | Ungern    | 20        |           |            |            |            |            |       |
|  |             | B1          | Ryssland    | 22    |               |           |           |           |            |            |            |            |       |
|  | B1          | B1          | Ryssland    | 22    | Ryssland(2ÖT) | 32        |           |           |            |            |            |            |       |
|  | B1          |             |             |       | Ryssland(2ÖT) | 32        |           |           |            |            |            |            |       |
|  | A4          | Frankrike   | 31          |       |               |           |           |           |            |            |            |            |       |
|  |             |             |             |       |               |           |           |           |            |            | B1         | Ryssland   | 27    |
|  |             |             | A1          | Norge | 34            |           |           |           |            |            |            |            |       |
|  | B2          | Sydkorea    | 31          |       |               |           |           |           |            |            |            |            |       |
|  | A3          | Kina        | 23          |       |               |           |           |           |            |            |            |            |       |
|  | A3          | Kina        | 23          |       | B2            | Sydkorea  | 28        |           | Bronsmatch | Bronsmatch | Bronsmatch | Bronsmatch |       |
|  |             |             |             |       | B2            | Sydkorea  | 28        |           | Bronsmatch | Bronsmatch | Bronsmatch | Bronsmatch |       |
|  |             | A1          | Norge       | 29    |               |           |           |           |            |            |            |            |       |
|  | A1          | A1          | Norge       | 29    | Norge         | 31        |           | B3        | Ungern     | 28         |            |            |       |
|  | A1          |             |             |       | Norge         | 31        |           | B3        | Ungern     | 28         |            |            |       |
|  | B4          | Sverige     | 24          |       |               |           |           |           |            |            | B2         | Sydkorea   | 33    |

## Judo
Herrar
| Idrottare     | Gren                    | Inledande omgång           | Sextondelsfinal                | Åttondelsfinal              | Kvartsfinal            | Semifinal            | Återkval 1                     | Återkval 2           | Återkval 3               | Final / BM           | Final / BM |
| Idrottare     | Gren                    | Motståndare Resultat       | Motståndare Resultat           | Motståndare Resultat        | Motståndare Resultat   | Motståndare Resultat | Motståndare Resultat           | Motståndare Resultat | Motståndare Resultat     | Motståndare Resultat | Placering  |
| ------------- | ----------------------- | -------------------------- | ------------------------------ | --------------------------- | ---------------------- | -------------------- | ------------------------------ | -------------------- | ------------------------ | -------------------- | ---------- |
| Daniel Brata  | Halv tungvikt (-100 kg) | Kurbanov (UZB) W 1000–0001 | Morgan (CAN) W 1000–0000       | Miraliyev (AZE) L 0000–0110 | Gick inte vidare       | BYE                  | Zhorzholiani (GEO) L 0000–1001 | Gick inte vidare     | Gick inte vidare         | Gick inte vidare     |            |
| Alina Dumitru | Extra lättvikt (-48 kg) | BYE                        | Csernoviczki (HUN) W 0101–0010 | Kim Y-R (KOR) W 1000–0000   | Tani (JPN) W 0100–0010 | BYE                  | BYE                            | BYE                  | Bermoy (CUB) W 1100–0000 | 1                    |            |

## Kanotsport
Sprint
| Kanotist                               | Gren                 | Heat     | Heat      | Semifinal | Semifinal | Final    | Final     |
| Kanotist                               | Gren                 | Tid      | Placering | Tid       | Placering | Tid      | Placering |
| -------------------------------------- | -------------------- | -------- | --------- | --------- | --------- | -------- | --------- |
| Florin Mironcic                        | Herrarnas C-1 500 m  | 1:48.608 | 2 QS      | 1:51.535  | 2 Q       | 1:49.861 | 7         |
| Florin Mironcic                        | Herrarnas C-1 1000 m | 3:57.538 | 2 QS      | 3:59.664  | 2 Q       | 3:57.876 | 6         |
| Iosif Chirila Andrei Cuculici          | Herrarnas C-2 500 m  | 1:42.306 | 4 QS      | 1:42:545  | 1 Q       | 1:43.195 | 6         |
| Niculae Flocea Constantin Ciprian Popa | Herrarnas C-2 1000 m | 3:41.846 | 2 QF      | BYE       | BYE       | 3:40.342 | 4         |

## Rodd
Damer
| Georgeta Andrunache Viorica Susanu | Tvåa utan styrman | 7:22,69 | 1 FA | BYE     | BYE  | 7:20,60 | 1 |
| Roxana Cogianu Ionelia Neacșu | Dubbelsculler     | 7:12,17 | 4 R  | 7:01,69 | 3 FB | 7:20,99 | 9 |
| Georgeta Andrunache Beniko Barabas Constanța Burcică Elena Georgescu Doina Ignat Simona Mușat Ioana Papuc Rodica Șerban Viorica Susanu | Åtta med styrman  | 6:05,77 | 1 FA | BYE     | BYE  | 6:07,25 | 3 |

## Simhopp
Herrar
| Idrottare           | Gren | Kval   | Kval      | Semifinal        | Semifinal        | Final            | Final            |
| Idrottare           | Gren | Poäng  | Placering | Poäng            | Placering        | Poäng            | Placering        |
| ------------------- | ---- | ------ | --------- | ---------------- | ---------------- | ---------------- | ---------------- |
| Constantin Popovici | 10 m | 392,30 | 23        | Gick inte vidare | Gick inte vidare | Gick inte vidare | Gick inte vidare |

Damer
| Idrottare            | Gren | Kval   | Kval      | Semifinal        | Semifinal        | Final            | Final            |
| Idrottare            | Gren | Poäng  | Placering | Poäng            | Placering        | Poäng            | Placering        |
| -------------------- | ---- | ------ | --------- | ---------------- | ---------------- | ---------------- | ---------------- |
| Ramona Maria Ciobanu | 10 m | 279,10 | 24        | Gick inte vidare | Gick inte vidare | Gick inte vidare | Gick inte vidare |

## Simning
- Huvudartikel: Simning vid olympiska sommarspelen 2008

## Skytte
- Huvudartikel: Skytte vid olympiska sommarspelen 2008

## Tennis
| Spelare        | Gren       | Omgång 1                      | Omgång 2                      | Åttondelsfinaler  | Kvartsfinaler     | Semifinaler       | Final / BM        | Final / BM       |
| Spelare        | Gren       | Motståndare Poäng             | Motståndare Poäng             | Motståndare Poäng | Motståndare Poäng | Motståndare Poäng | Motståndare Poäng | Placering        |
| -------------- | ---------- | ----------------------------- | ----------------------------- | ----------------- | ----------------- | ----------------- | ----------------- | ---------------- |
| Victor Hănescu | Herrsingel | Bolelli (ITA) W 7–5, 3–6, 6–4 | Monfils (FRA) L 4–6, 6–7(5–7) | Gick inte vidare  | Gick inte vidare  | Gick inte vidare  | Gick inte vidare  | Gick inte vidare |
| Sorana Cîrstea | Damsingel  | Pe'er (ISR) L 3–6, 7–5, 0–6   | Gick inte vidare              | Gick inte vidare  | Gick inte vidare  | Gick inte vidare  | Gick inte vidare  | Gick inte vidare |

## Tyngdlyftning
- Huvudartikel: Tyngdlyftning vid olympiska sommarspelen 2008